# Melinaea cydippe
Melinaea cydippe är en fjärilsart som beskrevs av Osbert Salvin 1871. Melinaea cydippe ingår i släktet Melinaea och familjen praktfjärilar. Inga underarter finns listade i Catalogue of Life.